# Matteo Jorgenson
Matteo Jorgenson (Walnut Creek, 1 juli 1999) is een Amerikaans wielrenner die sinds 2024 voor de Nederlandse wielerploeg Team Visma-Lease a Bike rijdt.

## Carrière
Jorgenson reed in 2018 voor de Amerikaanse wielerploeg Jelly Belly p/b Maxxis. In 2019 ging hij rijden voor de Franse amateur wielerploeg Chambéry CF, aan het eind van dat jaar liep hij stage bij AG2R La Mondiale. Van 2020 tot en met 2023 reed hij voor Movistar Team. In 2024 maakte hij de overstap naar Team Visma|Lease a Bike, waar hij in zijn eerste voorjaar Parijs-Nice en Dwars door Vlaanderen wist te winnen.

## Palmares
2018
 Amerikaans kampioenschap tijdrijden, beloften
2019
Puntenklassement Ronde van de Toekomst
2023
3e etappe Ronde van Oman
Eind-, punten- en jongerenklassement Ronde van Oman
Jongerenklassement Ronde van Romandië
2024
Eind- en jongerenklassement Parijs-Nice
Dwars door Vlaanderen
Jongerenklassement Critérium du Dauphiné
2025
3e etappe (TTT) Parijs-Nice
Eindklassement Parijs-Nice

### Resultaten in de voornaamste wedstrijden
| Jaar | Ronde van Italië | Ronde van Frankrijk | Ronde van Spanje |
| ---- | ---------------- | ------------------- | ---------------- |
| 2020 |                  |                     |                  |
| 2021 | 98e              |                     |                  |
| 2022 |                  | 20e                 |                  |
| 2023 |                  | opgave              |                  |
| 2024 |                  | 8e                  |                  |
| 2025 |                  | 19e                 |                  |

| Jaar | Milaan-San Remo | Gent-Wevelgem | Ronde van Vlaanderen | Parijs-Roubaix | Amstel Gold Race | Luik-Bast.‑Luik | Ronde van Lombardije | E3 Saxo Classic | Dwars door Vlaanderen |  | WK op de weg |  | Wereldranglijsten |
| ---- | --------------- | ------------- | -------------------- | -------------- | ---------------- | --------------- | -------------------- | --------------- | --------------------- |  | ------------ |  | ----------------- |
| 2020 | 17e             |               |                      |                |                  | 45e             |                      |                 |                       |  |              |  | 536e (UWR)        |
| 2021 |                 |               |                      | 65e            |                  | 56e             |                      |                 |                       |  | opgave       |  | 418e (UWR)        |
| 2022 |                 |               |                      |                |                  |                 |                      |                 |                       |  |              |  | 274e (UWR)        |
| 2023 |                 |               | 9e                   |                |                  |                 | 23e                  | 4e              |                       |  |              |  | 35e (UWR)         |
| 2024 |                 |               | 31e                  |                | 37e              |                 | opgave               | 5e              | ↑                     |  | 34e          |  | 13e (UWR)         |
| 2025 |                 | 30e           | 47e                  |                |                  |                 |                      | 9e              | 4e                    |  |              |  |                   |

### Resultaten in kleinere rondes
| Jaar | Parijs-Nice | Tirreno-Adriatico | Ronde van Romandië | Critérium du Dauphiné | Ronde van Polen | Ronde van Guangxi |
| ---- | ----------- | ----------------- | ------------------ | --------------------- | --------------- | ----------------- |
| 2020 |             | 46e               |                    |                       |                 |                   |
| 2021 | 8e          |                   |                    |                       | 113e            |                   |
| 2022 | opgave      |                   |                    | 13e                   |                 |                   |
| 2023 | 8e          |                   | ↑                  | 63e                   |                 | 7e                |
| 2024 | ↑           |                   |                    | ↑                     |                 |                   |
| 2025 | ↑           |                   |                    |                       |                 |                   |

## Ploegen
- 2018 –  Jelly Belly p/b Maxxis
- 2019 –  AG2R La Mondiale (stagiair vanaf 1-8)
- 2020 –  Movistar Team
- 2021 –  Movistar Team
- 2022 –  Movistar Team
- 2023 –  Movistar Team
- 2024 –  Visma-Lease a Bike
- 2025 –  Team Visma-Lease a Bike

Alba · Arcas · Betancur (tot 31/08) · Carretero · Cataldo · Cullaigh · Elosegui · Erviti · Hollmann · Jacobs · Jorgenson · E. Mas · L. Mas · Mora · Norsgaard · Oliveira · Pedrero · Prades · Roelandts · Rojas · Rubio · Samitier · Sepúlveda · Soler · Torres · Valverde · Verona · Villella
Alba · Arcas · Carretero · Cataldo · Cullaigh · Elosegui · Erviti · García · González ·  Hollmann · Jacobs · Jorgenson · López (tot 1/10) · E. Mas · L. Mas · Mora · Mühlberger · Norsgaard · Oliveira · Pedrero · Rojas · Rubio · Samitier · Serrano · Soler · Torres · Valverde · Verona · Villella
Aranburu · Arcas · Barta · Elosegui · Erviti · García · González · Hollmann · Izagirre · Jacobs · Jorgenson · Kanter · Lazkano · E. Mas · L. Mas · Mühlberger · Norsgaard · Oliveira · Pedrero · Rangel Costa · Rodríguez · Rojas · Rubio · Samitier · Serrano · Sosa · Torres · Valverde · Verona
Aranburu · Arcas · Barta · Erviti · García · Gaviria · González · Guerreiro · Hollmann · Izagirre · Jacobs · Jorgenson · Kanter · Lazkano · E. Mas · L. Mas · Mühlberger · Norsgaard · Oliveira · Pedrero · Rangel Costa · Rodríguez · Rojas · Romeo · Rubio · Samitier · Serrano · Sosa · Torres · Verona
Affini · Benoot · Bouwman · Gesink · Gloag · Hagenes · Heßmann · Jorgenson · Kelderman · Kooij · Kruijswijk · Kuss · Laporte  · Lemmen · Staune-Mittet · Tratnik · Tulett · Uijtdebroeks · Vader · Valter · Van Aert · van Baarle · van Belle · Van der Sande · M. van Dijke · T. van Dijke · Vermote · Vingegaard